# Жеты жаргы (издательство)
Жеты жаргы (каз. Жеті жарғы — семь уложений) — казахстанское республиканское издательство, специализирующееся на выпуске юридической литературы.

## История
27 января 1994 г. вышло постановление Кабинета Министров РК № 107 об утверждении республиканского издательства юридической литературы. 1 июня 1994 г. вышел приказ Министра юстиции РК о создании при министерстве издательства «Жетi жарғы» (рус. семь уложений). Название издательства являлось отсылкой к названию знаменитого законодательного памятника казахского права XVII века — свода законов Жеті Жарғы, принятого в период наибольшего расцвета Казахского ханства в правление хана Тауке. В 1998 году издательство было реорганизовано в ЗАО (в настоящее время ТОО). Первым директором издательства была назначена Туркбенбаева Дильбар Дадохановна.

## Сотрудничество
C издательством сотрудничают:
- органы государственной власти — аппарат президента РК, парламент РК, правительство, Конституционный Совет, Верховный Суд, МВД Казахстана;
- научные учреждения — Институт государства и права, Институт законодательства и Центр судебной экспертизы Министерства юстиции Казахстана;
- высшие юридические учебные заведения — КазГЮУ, Алматинская, Костанайская, Карагандинская высшие школы МВД, Академия юриспруденции ВШП «Адилет», Институт КНБ, юридические факультеты КазНУ им. Аль-Фараби, АГУ, Гуманитарного университета им. Д. Кунаева.

## Издания
Издательство публикует законодательные акты (на казахском и русском языках), кодексы и юридические акты, сборники нормативно-правовых актов для юристов, учебные пособия для юстиции.
Были выпущены следующие серии книг: «Қазақстан Республикасының заны» (рус. Законы Республики Казахстан), «Қазақстан Республикасының кодексi» (рус. Кодексы Республики Казахстан), «Нормативтік-құқықтық актілер жинағы» (рус. Сборник нормативно-правовых актов), «Қазақстан Республикасының тәуелсіздігiне 10 жыл» (рус. 10 лет независимости Республики Казахстан) и другие. Под руководством академика НАН РК С. З. Зиманова был выпущен 10-томник «Қазақтың ата заңдары».
За 1994—2004 гг. издательством «Жеты жаргы» общим тиражом 2 млн. 700 тыс. экземпляров было выпущено около 800 названий юридической и другой литературы на казахском, русском, немецком, уйгурском, корейском и английском языках.